# Aguja náutica

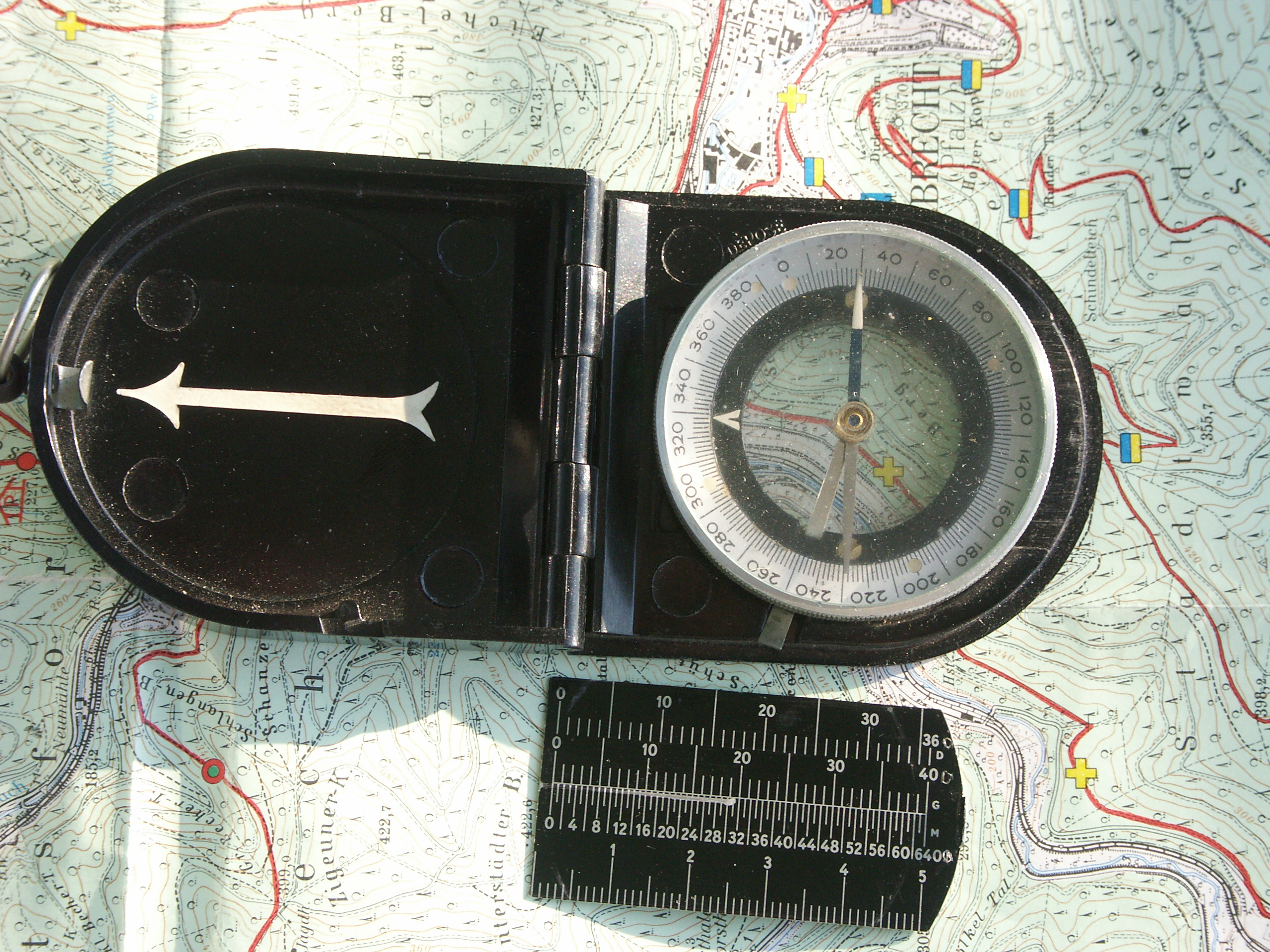
Aguja náutica para navegación deportiva.

La aguja náutica, también llamada aguja de marear, es el aparato destinado a registrar la dirección de la quilla con respecto a la línea norte-sur del horizonte y sirve para hacer seguir al buque el rumbo preciso para ir de un punto a otro.
Consiste, fundamentalmente, en uno o varios imanes unidos a un ligero círculo graduado, llamado rosa de los vientos, que está suspendido por su centro de gravedad para que pueda girar libremente, y en virtud de las propiedades de los imanes, se oriente en la dirección del meridiano magnético.
La rosa va dentro de un recipiente con tapa de cristal llamado mortero, montado con suspensión cardán en el interior de la bitácora.

## tipos
- Aguja de cámara, de revés o revirada. Soplón, aguja que tiene de cristal el fondo del mortero en el cual está sentado el estilo sobre que gira la rosa, con los rumbos señalados en ésta o al revés y en sentido inverso los del este al oeste de suerte que colgado todo el aparato en la cubierta superior o techo de la cámara, se ve por debajo el rumbo que sigue la embarcación.
- Aguja de bitácora. La que se coloca en el armarillo o aparato de este nombre para gobierno del timonel.
- Aguja de marcar. La dispuesta a propósito con las pínulas correspondientes para hacer marcaciones.
- Aguja azimutal. La preparada con pínulas a propósito para marcar el azimut del sol.
- Aguja de inclinación. La montada en tal forma que marca, indica o señala los grados de inclinación del imán. Este aparato es particular y muy distinto del de la aguja náutica.
- Aguja horizontal. La que se mantiene en esta posición, montada en su pinzote o estilo mediante las precauciones tomadas al intento.
- Aguja pesada. La que es tarda o torpe en su giro hacia el Norte cuando se la saca de esta posición.
- Aguja fija o fina. La que no sufre mudanzas en su conocida dirección.
- Aguja loca. La que por alguna causa conocida o desconocida pierde su dirección hacia el Norte y parece como agitada, recorriendo todos los puntos del horizonte.
- Aguja corregida. La colocada en la rosa náutica en el rumbo de su variación conocida de suerte que el Norte de dicha rosa coincide exactamente con el del mundo.
- Aguja declinante, ant. La no corregida.[2]

## Expresiones relacionadas
- Pararse la aguja. Retardar o detener su movimiento giratorio (que también se llama de oscilación) por cualquier causa conocida o desconocida.
- Tocar o retocar la aguja. Tocarla de nuevo al imán.
- Rumbear la aguja. Lo mismo que cuartear. También se diría con propiedad del formar o diseñar los rumbos en la rosa náutica. *Montar y desmontar la aguja. Colocarla en su montura y retirarla de ella.
- Correr o recorrer la aguja, (el viento.) Variar este de dirección a cada instante, de suerte que en un corto espacio de tiempo da la vuelta a todo el horizonte.
- Entender, saber, conocer la aguja de marear, fig. Saber lo que le conviene a uno.[2]